# Hsu Li Yang
Hsu Li Yang (26 de setembre de 1976) és un jugador d'escacs de Singapur que té el títol de Mestre Internacional d'escacs.
Tot i que ja no està en actiu, a la llista d'Elo de la FIDE d'agost de 2015, hi tenia un Elo de 2427 punts, cosa que en feia el jugador número 7 de Singapur. El seu màxim Elo va ser de 2460 punts, a la llista del juliol de 1994.

## Resultats destacats en competició
Fou campió de Singapur en dues ocasions en els anys 1992 i 1993.

### Participació en olimpíades d'escacs
Li Yang ha participat, representant Singapur, en tres Olimpíades d'escacs en els anys 1992, 1994 i 2000, amb el resultat de (+11=8−12), per un 48,4% de la puntuació. El seu millor resultat el va fer a les Olimpíada del 1994 en puntuar 5½ de 11 (+4 =3 -4), amb el 50,0% de la puntuació, amb una performance de 2335.